# Slipknot-tagok listája
A Slipknot nevű amerikai heavy metal együttest Anders Colsefini énekes, Donnie Steele és Quan Nong gitárosok, Paul Gray basszusgitáros, valamint Shawn Crahan dobos alapították Des Moinesban, Iowában. 1995-ös indulásuk óta a zenekar számos tagcserén esett át egy kivétellel (gitáros csere, az album megjelenése után Josh Brainard helyét vette át Jim Root) minden változás az 1999-es, Slipknot című, debütáló albumuk megjelenése előtt történt. Az együttes nagy létszámú felállásáról ismert, mely kilenc tagot számlál; köztük egy énekest, két gitárost, egy basszusgitárost, egy dobost, az őt kiegészítő két perkást, egy samplerest és egy DJ-t.
Az alapítás után nem sokkal vették be Joey Jordison dobost, akkor került Shawn a perkás posztra. Quan Nong kilépett, mert számára nem állt közel a Slipknot műfaja. Helyére Josh Brainard került.
1996-ban a zenekar nem-hivatalos albuma, a Mate. Feed. Kill. Repeat. keverése idején történt a második tagcsere a Slipknotban, amikor Donnie Steele gitáros helyére Craig Jones érkezett. Nem sokkal ezután a dobos Jordison javasolta, hogy bevehetnének egy samplerest teljesjogú tagként, és Jones vállalta el a feladatot, mert „egyébként is szeretett ezzel foglalatoskodni”. Az így megüresedett gitáros posztot Mick Thomson töltötte be. A Mate.Feed.Kill.Repeat kiadását követően az együttes új anyagon kezdett dolgozni, amely több énekdallamot kívánt, és az énekes Colsefini megszenvedett a feladattal. 1997-ben Corey Taylor csatlakozott egy Stone Sour nevű helyi csapatból, és a próbák során „minden a helyére került”. Ennek eredményeképpen Colsefiniből háttérvokalista és perkás lett. Colsefini egyáltalán nem volt elégedett az új szerepkörével, ezért egy hónappal később elhagyta a zenekart. Az ütőhangszerek kiemelt szerepének megtartása érdekében Greg Welts csatlakozott a zenekarhoz Colsefini pótlására.
1997 végén a csapat minden egyes tagja egy sorszámot választott magának azonosítóként. 1998-ban Welts-et kirúgták a zenekarból (ő az egyetlen a Slipknot történetében /majd 2013-ban Jordison/, aki nem önként távozott), a helyére pedig Chris Fehn érkezett perkásnak. A Slipknot elhatározta, hogy egy DJ-vel bővítik a felállást, de nehezen találtak rá a megfelelő emberre. Sid Wilson egy koncert után jelentkezett az együttesnél. Tudásával és bohóckodásával lenyűgözte a zenekart; a csatlakozásával kilenctagúra nőtt a felállás. Az eddigi utolsó tagcsere a Slipknot nagylemez felvételeinek utolsó fázisában történt 1999-ben. Miközben a csapat kisebb szünetet tartott a lemezfelvételben, a gitáros Josh Brainard úgy döntött kilép, a helyére pedig Jim Root érkezett.
2010. május 25-én az alapító tag, basszusgitáros Paul Grayt holtan találták hotelszobájában, morfiumtúladagolás következtében hunyt el. A 2011-es nyári turné óta helyét korábbi gitárosuk, Donnie Steele vette át.
2013. december 13-án személyes okok miatt Joey Jordison-t tudta nélkül kizárták a Slipknotból.
Az ötödik albumuk, a .5: The Gray Chapter felvételeire és az utána következő turnékra a zenekar két turnétagot: Alessandro Venturella basszusgitárost és Jay Weinberg dobost.
2019 márciusában Chris Fehn pénzügyi vitába keveredett a zenekarral és beperelte társait. Válaszul a zenekar kirúgta Fehnt.

## Jelenlegi tagok
Corey Taylor (#8)
- 1973. december 8-án született Des Moinesban.
- Tag: 1997–napjainkig
- Hangszere: ének
- Közreműködései: az összes Slipknot-kiadvány a Slipknot Demo (1998) óta.

Mick Thomson (#7)
- 1973. november 3-án született Des Moinesban.
- Tag: 1996–napjainkig
- Hangszere: elektromos gitár
- Közreműködései: az összes Slipknot-kiadvány a Slipknot Demo (1998) óta.

James Root (#4)
- 1971. október 2-án született Las Vegasban.
- Tag: 1999–napjainkig
- Hangszere: elektromos gitár
- Közreműködései: az összes Slipknot-kiadvány a Slipknot (1999) óta.

Shawn Crahan (#6)
- 1969. szeptember 24-én született Des Moinesban.
- Tag: 1995–napjainkig
- Hangszere: egyedi ütőhangszerek, háttérvokál
- Közreműködései: az összes Slipknot-kiadvány.

Sid Wilson (#0)
- 1978. január 20-án született Des Moinesban.
- Tag: 1998–napjainkig
- Hangszere: hanglemez
- Közreműködései: az összes Slipknot-kiadvány a Slipknot Demo (1998) óta.

Jay Weinberg
- Tag: 2014-napjainkig
- Hangszere: dobok

## Korábbi tagok
Paul Gray (#2)
- 1972. április 8-án született Los Angelesben; elhunyt 2010. május 24-én Urbandale-ben.
- Tag: 1995–2010
- Hangszere: basszusgitár, háttérvokál
- Közreműködései: az összes Slipknot-kiadvány, a .5: The Gray Chapter-t leszámítva

Chris Fehn (#3)
- 1972. február 24-én született Des Moinesban.
- Tag: 1998–2019
- Hangszere: egyedi ütőhangszerek, háttérvokál
- Közreműködései: az összes Slipknot-kiadvány a 2018-as All Out Life kislemezig.

Donnie Steele
- Tag: 1995–1996
- Hangszere: elektromos gitár
- Közreműködései: Mate. Feed. Kill. Repeat. (1996)

Anders Colsefini
- Tag: 1995–1997
- Hangszere: ének, egyedi ütőhangszerek, háttérvokál
- Közreműködései: Mate. Feed. Kill. Repeat. (1996)

Greg Welts (#3)
- Tag: 1997–1998
- Hangszere: egyedi ütőhangszerek, háttérvokál
- Közreműködései: Slipknot Demo (1998)

Josh Brainard (#4)
- Tag: 1995–1999
- Hangszere: elektromos gitár
- Közreműködései: Mate. Feed. Kill. Repeat. (1996), Slipknot Demo (1998), Slipknot (1999)

Joey Jordison (#1)
- 1975. április 26-án született Des Moinesban; elhunyt 2021. május 26-án Des Moines-ban.
- Tag: 1995–2013[9]
- Hangszere: dobok
- Közreműködései: az összes Slipknot-kiadvány, a .5: The Gray Chapter-t leszámítva

## Koncerttagok
Donnie Steele
- Tag: 2011–2014
- Hangszere: basszusgitár

Alessandro Venturella
- Tag: 2014–
- Hangszere: basszusgitár
- Közreműködései: .5: The Gray Chapter

Jay Weinberg
- Tag: 2014–
- Hangszere: dobok
- Közreműködései: .5: The Gray Chapter

## Galéria

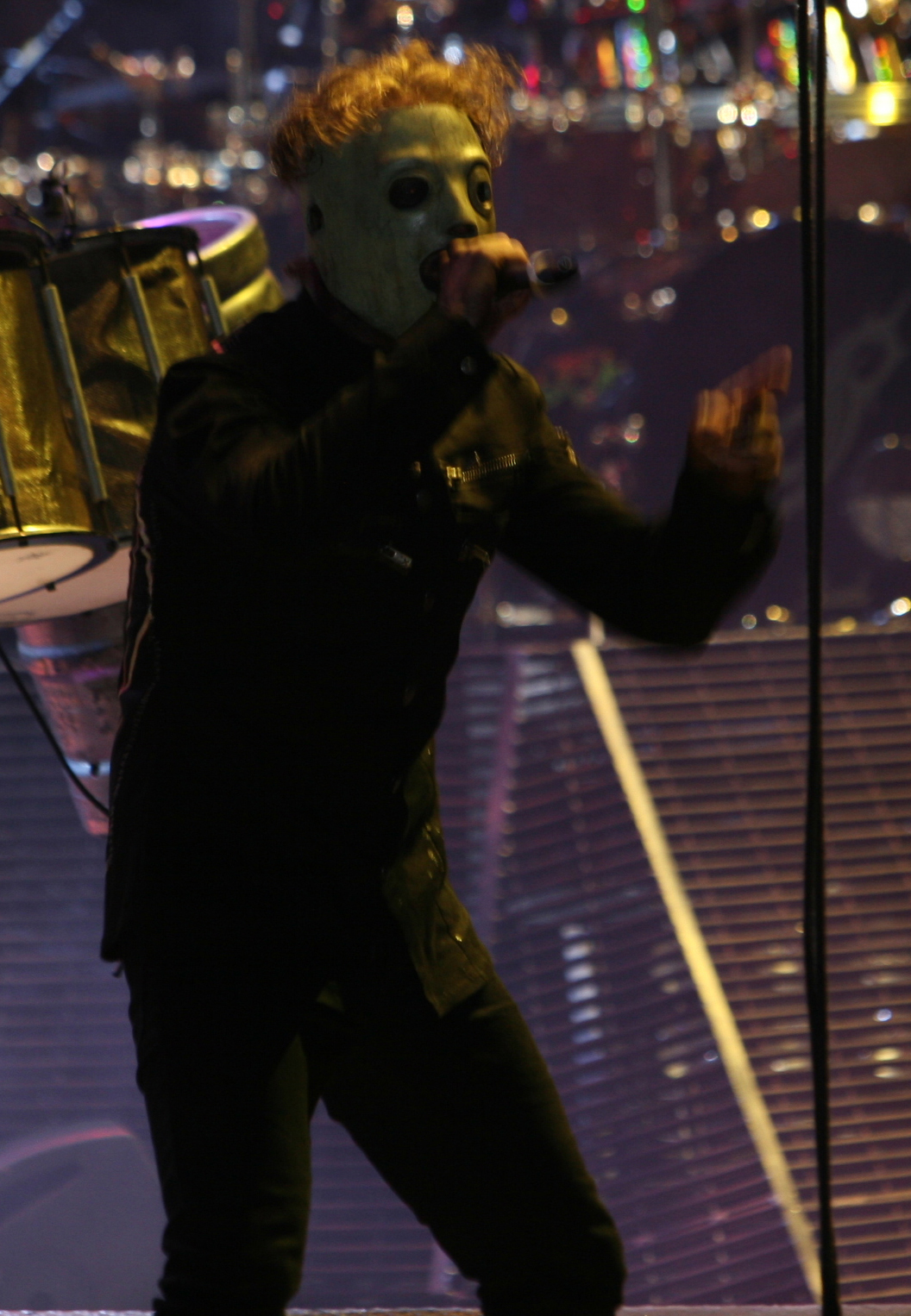
Corey Taylor énekes
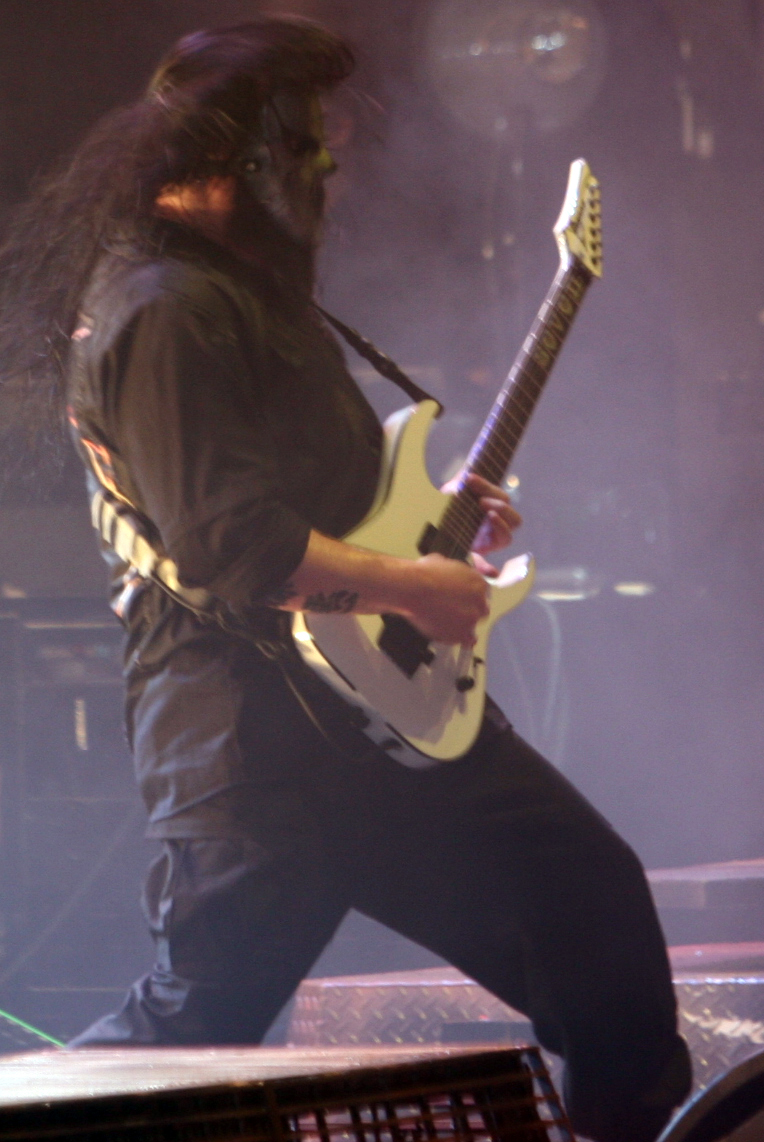
Mick Thomson gitáros
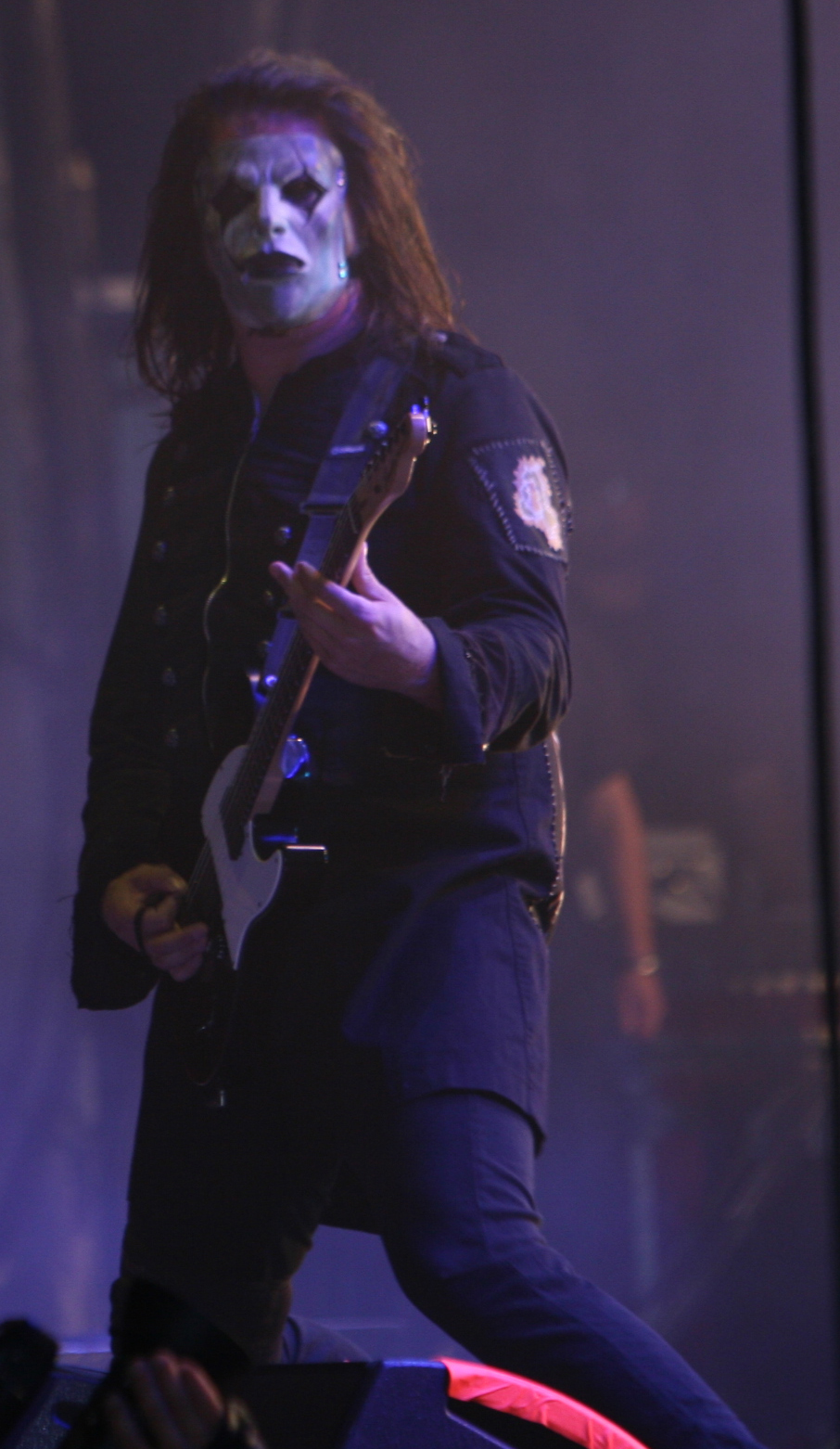
James Root gitáros
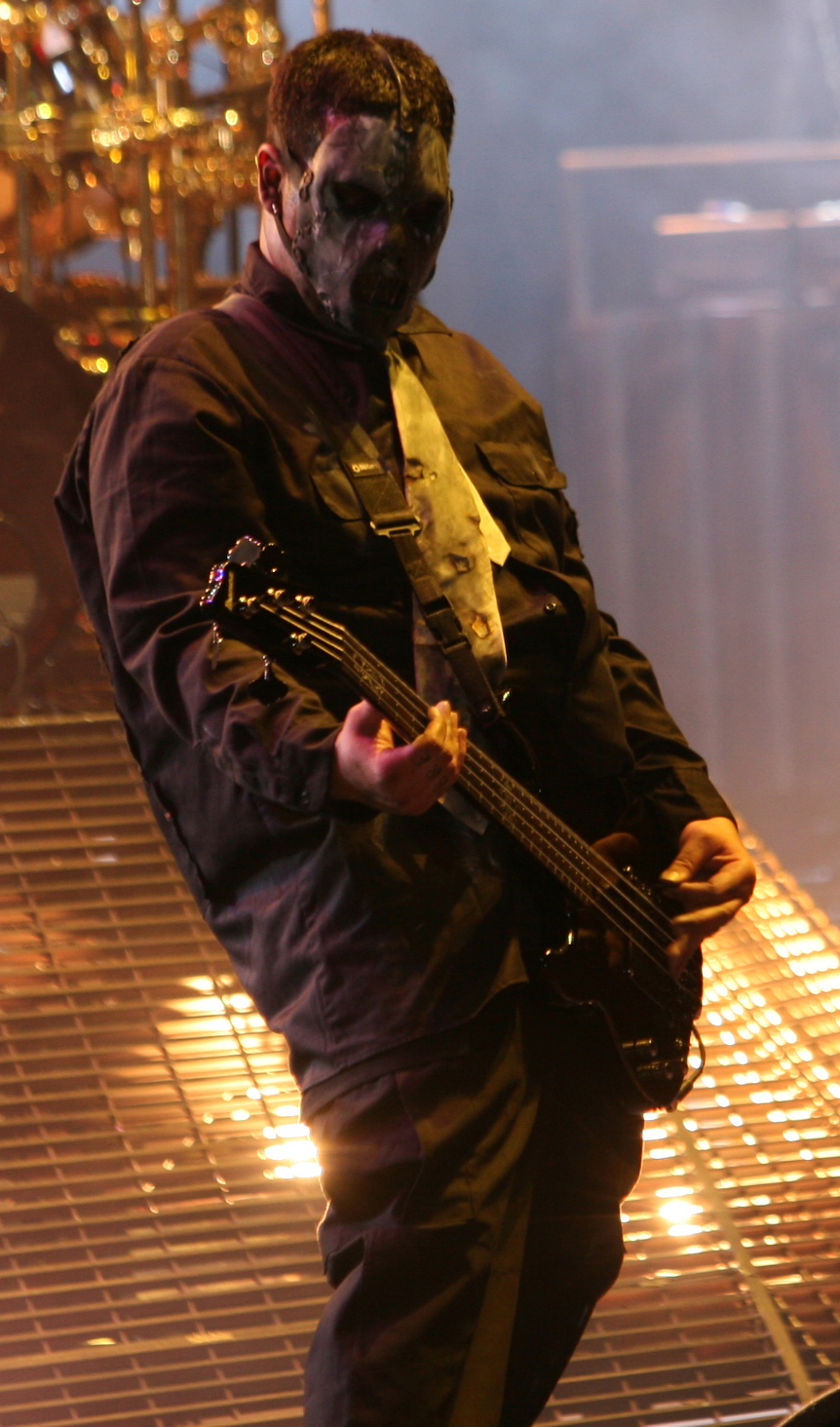
Paul Gray volt basszusgitáros
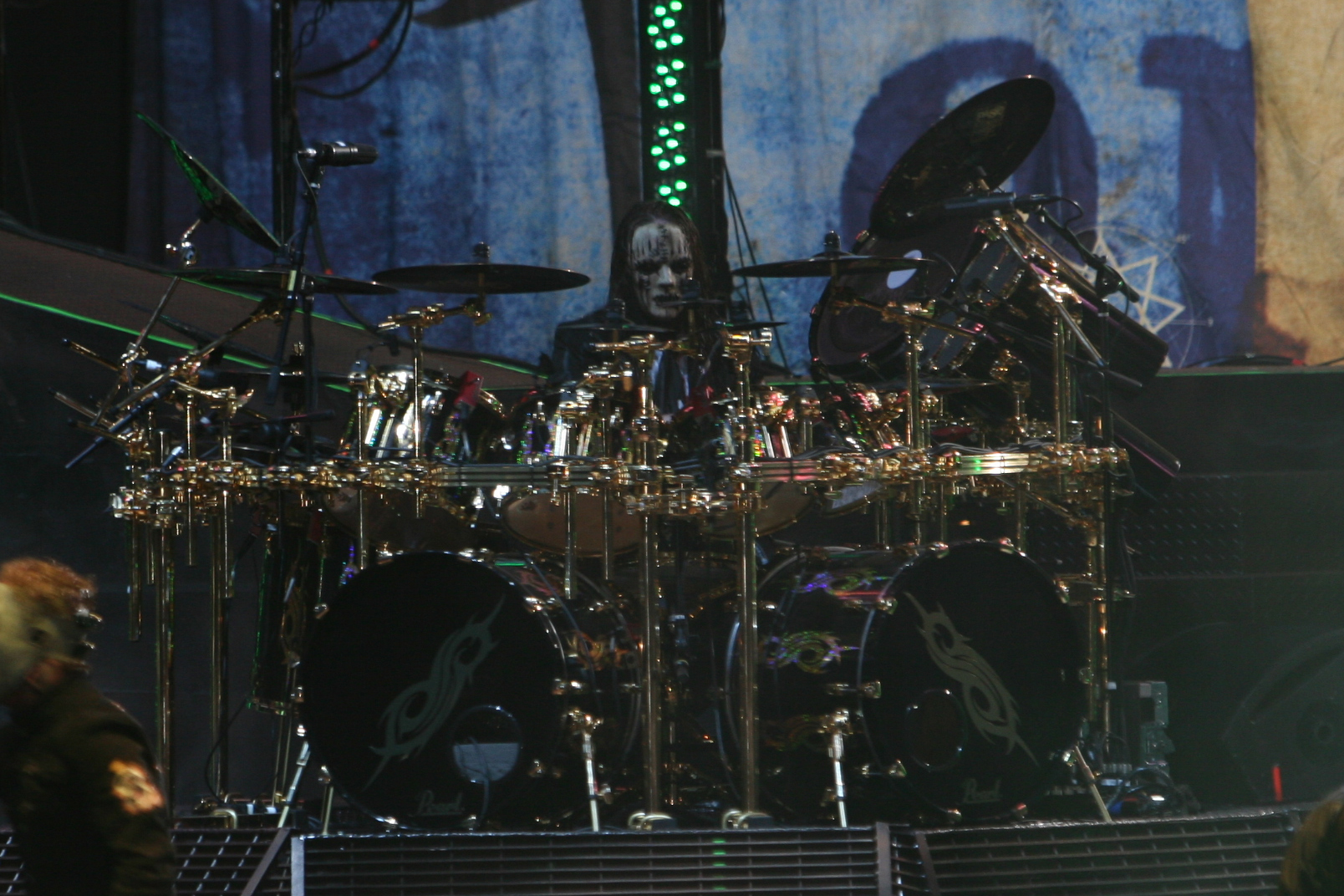
Joey Jordison volt dobos
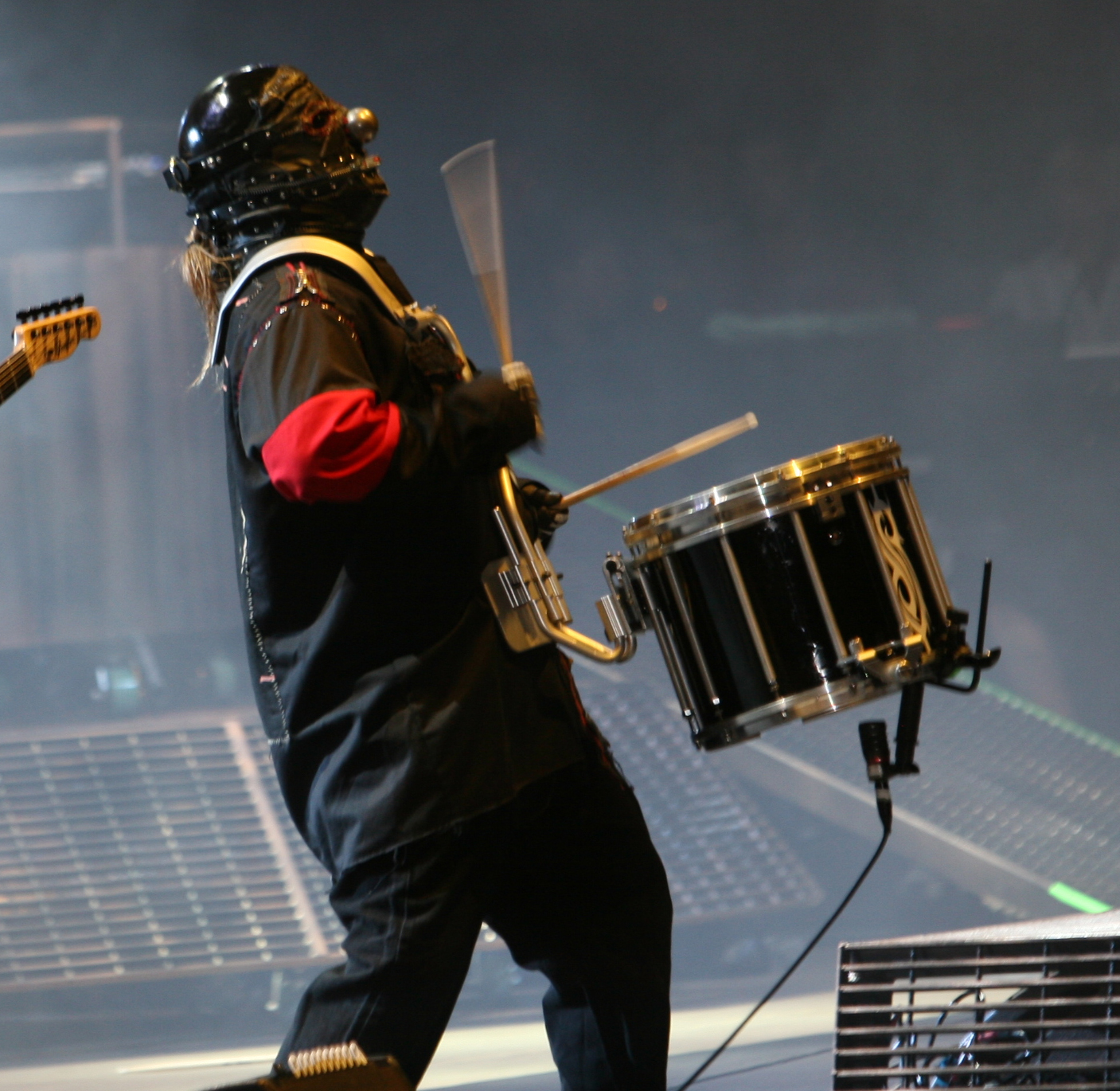
Shawn Crahan perkás
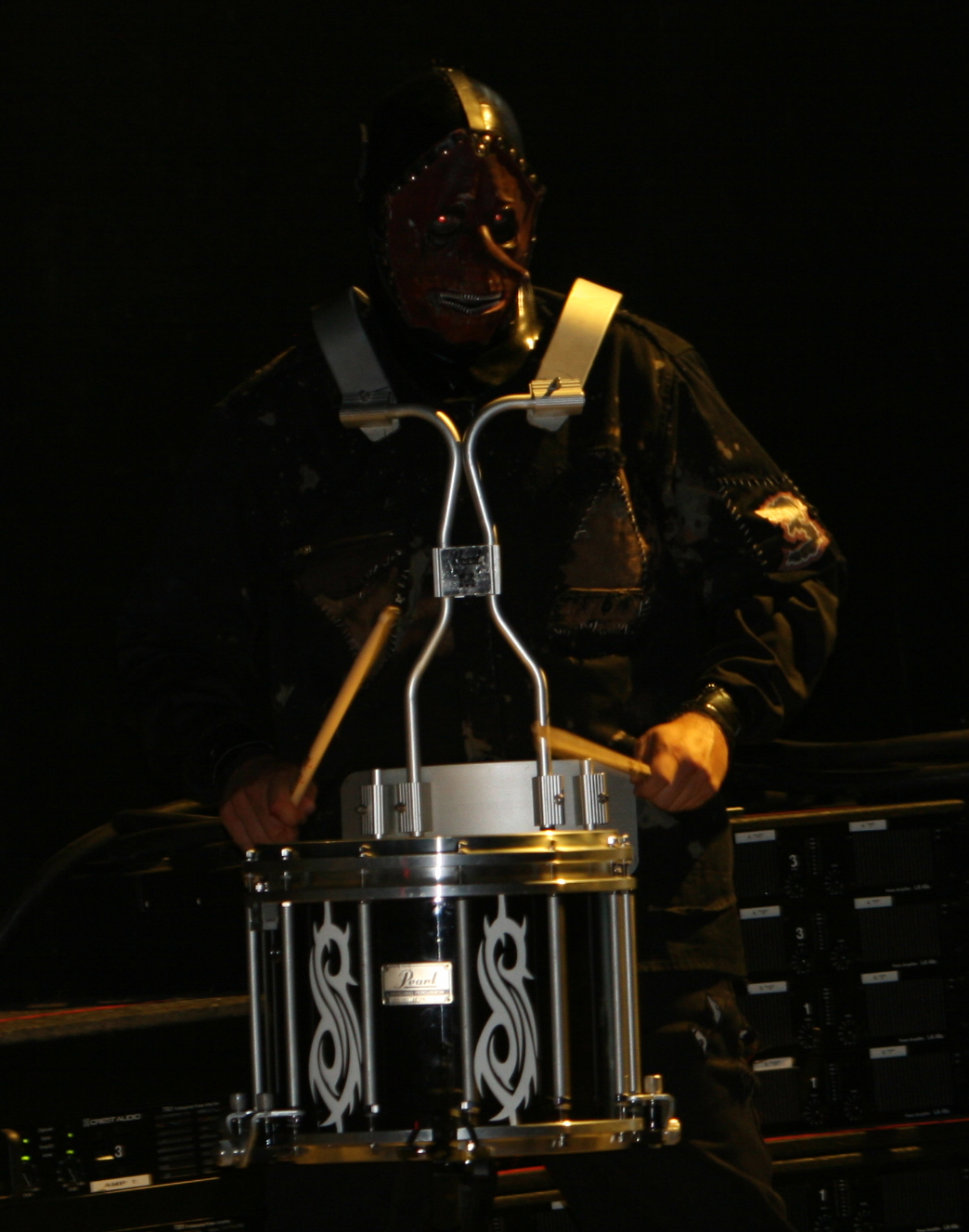
Chris Fehn perkás
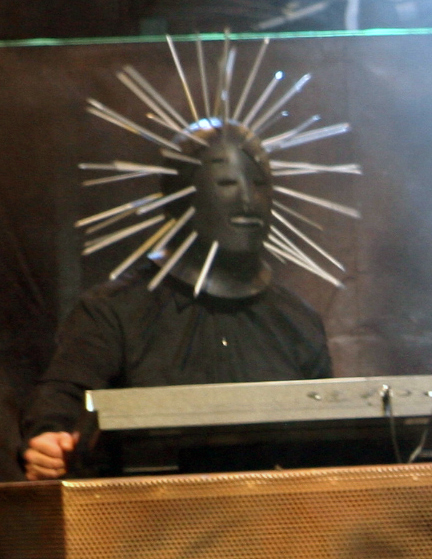
Craig Jones sampleres
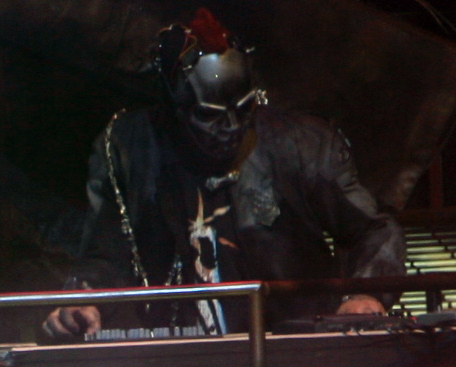
Sid Wilson DJ

A Slipknot tagjai a 2008-as Mayhem fesztiválon.